# Động đất Tripura 2017
Động đất Tripura 2017 (tiếng Anh: 2017 Tripura earthquake) là trận động đất xảy ra vào lúc 14:39 (IST), ngày 3 tháng 1 năm 2017. Trận động đất có cường độ 5,7 Mw, tâm chấn độ sâu khoảng 32 km. Hậu quả trận động đất đã làm 3 người chết, 8 người bị thương.